# Karem Mahmoud
Karem Mahmoud (كارم محمود; ur. 16 marca 1922 w Damanhur, zm. 15 stycznia 1995) – egipski piosenkarz i aktor. Pracował także w telewizji i radio.
Miał żonę i dwójkę dzieci.